# Hilara veneta
Hilara veneta är en tvåvingeart som beskrevs av Collin 1966. Hilara veneta ingår i släktet Hilara och familjen dansflugor. Inga underarter finns listade i Catalogue of Life.